# 麻生芳雄商事
麻生芳雄商事株式会社（あそうよしおしょうじ）は福岡県飯塚市に本社を置く企業。スーパーASOなどを運営する。麻生グループの一員。

## 概要
麻生産業の各炭鉱はそれぞれ購買部を有して、従業員やその家族に生活必需品の配給販売業務を行っていたが、炭鉱の閉山に伴い、新しい店舗の建設を進めていた。1968年（昭和43年）3月5日に麻生産業より独立し、麻生芳雄商事株式会社が発足した。
1968年（昭和43年）同年6月に新飯塚店を開店したのを皮切りに、1969年（昭和44年）11月に大隈店、1970年（昭和45年）4月に碓井店、1972年（昭和47年）5月に菰田店など、大型スーパーを相次いで開店した。

### 公設民営型のスーパー
2012年5月11日、福岡県芦屋町に公設民営型のスーパー「生き活き市場 Good Smile はまゆう」を出店した。当時人口約1万5千人の芦屋町では、2007年に大手スーパーが撤退し、買い物難民が増加。その対策として2006年3月、スーパー事業者を対象に土地購入または賃貸で募集したが応募は無く、同年12月に町が総工費1億5千万円をかけ店舗を建設。賃貸する形で再公募したところに、当社が応じた。15年間の出店契約に基づき、賃料を町に支払う。

## 店舗
出典：

### スーパーASO
- 新飯塚店 - 福岡県飯塚市芳雄町1952
- 潤野店 - 福岡県飯塚市潤野52-1
- 昭和通店 - 福岡県飯塚市菰田西2丁目3-34
- 稲築店 - 福岡県嘉麻市鴨生318
- 碓井店 - 福岡県嘉麻市下臼井1082-1
- 大隈店 - 福岡県嘉麻市大隈212-1
- 添田店 - 福岡県田川郡添田町大字庄958
- 苅田店 - 福岡県京都郡苅田町神田町1丁目16-7

### その他
- GoodSmile はまゆう - 遠賀郡芦屋町船頭町1-11
公設民営のスーパー（前述）
- ATAGOふれあいマーケット - 飯塚市鯰田2525番地 310
2017年6月3日開店[6]。
- AI・あい - 福岡県飯塚市吉原町 あいタウン2F
衣料品店[7]
- ローソン飯塚病院店 - 福岡県飯塚市芳雄町3-83 飯塚病院内